# Stoa Attalosa

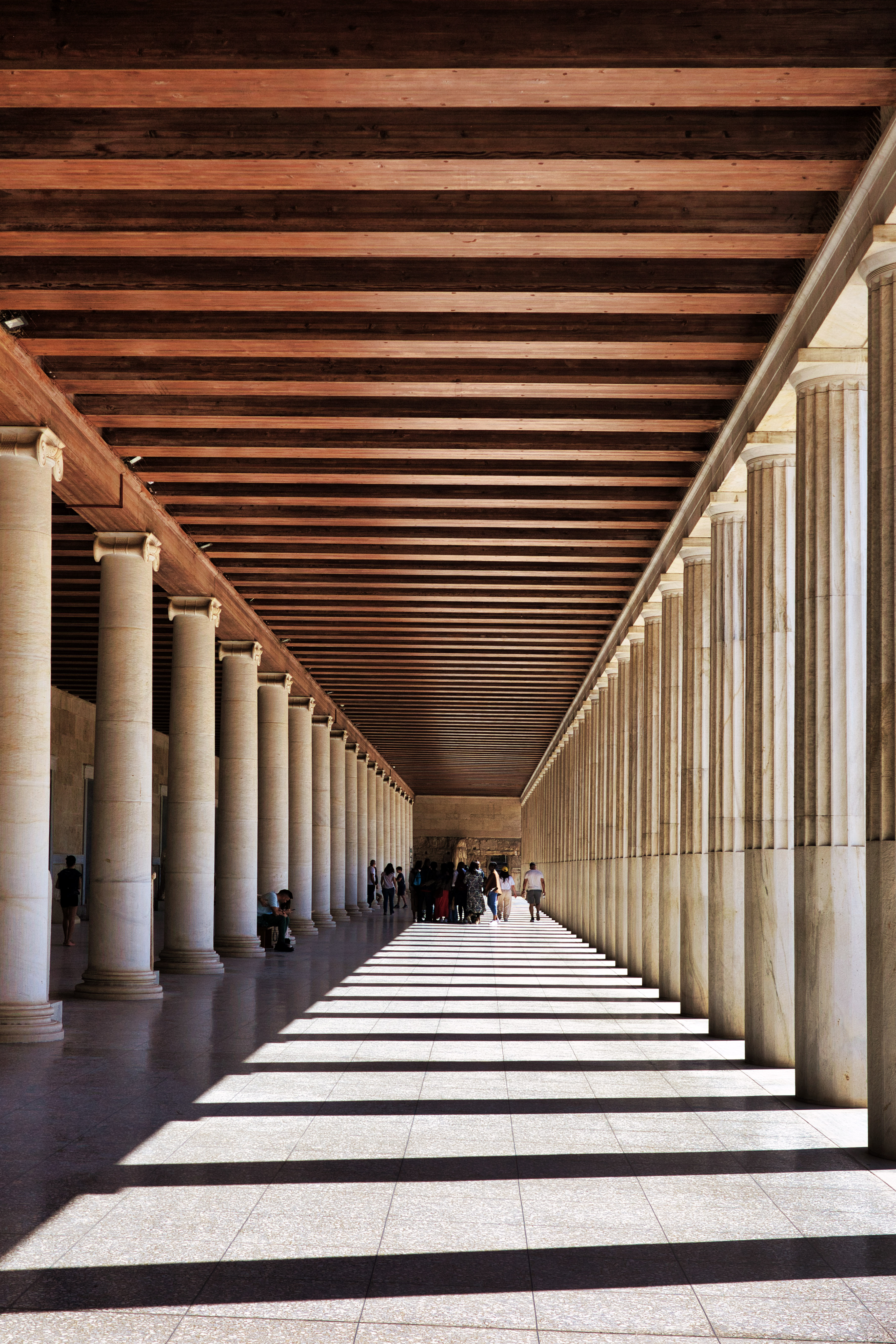
Perystaza stoi Attalosa

Stoa Attalosa – zrekonstruowany współcześnie starożytny portyk, znajdujący się na ateńskiej Agorze.
Usytuowany po wschodniej stronie Agory budynek został wzniesiony za panowania króla Pergamonu Attalosa II (159–138 p.n.e.). Dwukondygnacyjna budowla ma 116,50 m długości, 20,05 m szerokości i wysokość 13 m. Jej ściany wykonano z granitu, schody i drzwi z marmuru hemetyckiego, zaś kolumny z marmuru pentelickiego. Na obydwu kondygnacjach znajduje się podwójna kolumnada licząca 44 kolumny. Na parterze zewnętrzne kolumny utrzymane są w porządku doryckim, wewnętrzne w jońskim, natomiast na piętrze zewnętrzne w jońskim, wewnętrzne zaś w pergamońskim. Za kolumnadą znajdowały się pomieszczenia sklepowe, po 21 na każdym piętrze.
Budowla została zniszczona podczas najazdu Herulów w 267 roku, zachowaną ścianę włączono pod koniec starożytności w obręb fortyfikacji miejskich. Ruiny portyku zostały odsłonięte podczas prac wykopaliskowych przeprowadzonych w latach 1859–1862 i 1898–1902 przez Greckie Towarzystwo Archeologiczne oraz w latach 1931–1953 przez American School of Classical Studies at Athens. W latach 1953–1956 dokonano rekonstrukcji budynku, sfinansowanej przez Johna D. Rockefellera Jr. oraz z datków sponsorów amerykańskich. W odbudowanej stoi mieści się obecnie Muzeum Agory.
W kwietniu 2003 roku w budynku odbyła się ceremonia podpisania traktatu ateńskiego.